# Feldbahn der Hazienda Guadalupe
| Dampflokomotive mit Feldbahnzug auf Trestle-Brücke (Ferrocarril de Guadalupe – Puente de Tenerife), 1903                                                                                 |                           |                                           |                                           |
| Streckenlänge: | 30 km                     |                                           |                                           |
| Spurweite: | 914 mm (engl. 3-Fuß-Spur) |                                           |                                           |
| |                           |                                           |                                           |
| \| \| \| Möbelfabrik der Hazienda Guadalupe \| \| \| \| \| \| \| \| \| \| Fabriken und Werkstätten \| \| \| \| \| Bahnhof \| \| \| \| \| Interozeanische Eisenbahn, 914 mm (3 Fuß) \| \| |                           |                                           |                                           |
| Kopfbahnhof Streckenanfang (Strecke außer Betrieb) |                           | Möbelfabrik der Hazienda Guadalupe        | Möbelfabrik der Hazienda Guadalupe        |
| Abzweig geradeaus und nach links (Strecke außer Betrieb) · Strecke von rechts (außer Betrieb)                                                                                            |                           |                                           |                                           |
| Strecke (außer Betrieb) · Haltepunkt / Haltestelle Streckenende (Strecke außer Betrieb)                                                                                                  |                           | Fabriken und Werkstätten                  | Fabriken und Werkstätten                  |
| Haltepunkt / Haltestelle (Strecke außer Betrieb) |                           | Bahnhof                                   | Bahnhof                                   |
| Abzweig quer und nach links (Strecke außer Betrieb) |                           | Interozeanische Eisenbahn, 914 mm (3 Fuß) | Interozeanische Eisenbahn, 914 mm (3 Fuß) |

Die Feldbahn der Hazienda Guadalupe war eine 30 km lange Schmalspurbahn mit einer Spurweite von 3 Fuß (914 mm) auf der ehemaligen Hacienda Colcingo bei Puebla in Mexiko, die am Bahnhof von Atotonilco im Bundesstaat Tlaxcala mit der Interozeanischen Eisenbahn verbunden war.

## Lage und Gebäude
Die 13.852 Hektar große Hacienda Molino de Guadalupe (San Félix) lag 15 km nordwestlich von San Martín Texmelucan de Labastida. Sie war seit dem 12. April 1888 im Besitz von Marcelino García de Presno (* 25. Januar 1855 in Moldes, Castropol; † Februar 1932 in Mexiko-Stadt). Sie wurde früher auch Hacienda Colcingo oder Hacienda Coltzingo genannt.
Zu ihr gehörten die Baumwollwebereien San Félix, La Asturiana und San Juan, Fabriken zur Herstellung von Möbeln und Verpackungen, die Getreidemühle Guadalupe und die Sägewerke von Tenerife, die sich im Zentrum des Waldes der Hazienda befanden, die Steingut- und Porzellanfabrik La Asunción sowie die Ranches San Luis und Colcingo, die ausschließlich der Landwirtschaft dienten. Außerdem gab es auf der Hacienda Weingüter, eine Bäckerei, ein Casino, Wohnhäuser, das Büro, Werkstätten, Häuser der Angestellten, eine Metzgerei und Lagerhäuser sowie mehrere Aquädukte.

## Feldbahn
Die Feldbahnstrecke, auf der „El Guadalupe“ verkehrte, verband die Fabriken der Hazienda untereinander, und sie war über einen Gleisanschluss der Interozeanischen Eisenbahn mit dieser verbunden. Sie hatte mehrere Brücken und eine Spurweite von 3 Fuß (914 mm). Es gab auf ihr zwei Dampflokomotiven und 27 Drehgestellwagen sowie 8 zweiachsige, meist von Maultieren gezogene Feldbahnloren.
Dieser Gleisanschluss wurde 1890 vom Bahnhof von Atotonilco im Bundesstaat Tlaxcala zur  Möbel- und Kistenfabrik der Hazienda gebaut. 1898 verfügte die Hazienda über ein internes Schienennetz von etwa 30 km Länge, das alle Teile der Hazienda und das Haupthaus mit dem zentralen Gleisanschluss verband, mit Stichgleisen zu einigen Gebäuden und kleinen Kreuzungsbahnhöfen mit Weichen und Bahnwärtern.

## Geschichte

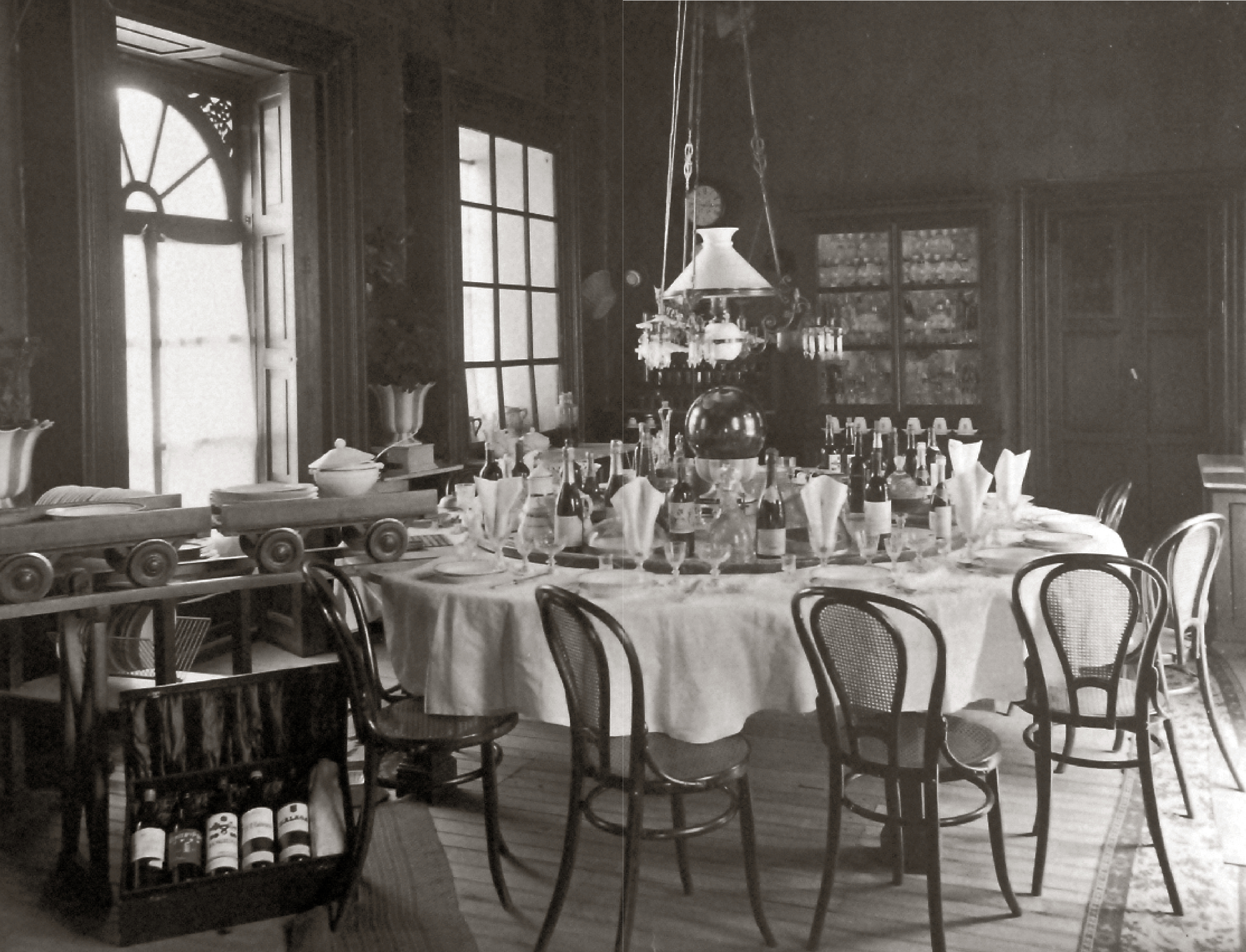
Tisch-Eisenbahn im Speisesaal des Gutsgebäudes

Marcelino Presno, der ursprünglich aus der Provinz Oviedo in Spanien stammte, hatte den ausgedehnten agroindustriellen Komplex von Guadalupe 1888 erworben, und fünf Jahre später, nach dem Tod seiner Frau, wurde ihm der Besitz erneut zugesprochen. Er spielte eine führende Rolle in der mexikanischen Agrarindustrie.
Die 1903 von Francisco Bustamante angefertigten Fotos der Hacienda, der Mühle und der Fabriken von Guadalupe zu ihrer Glanzzeit bietet einen guten Einblick in das elitäre Selbstbewusstsein einer Geschäftswelt, die erst durch die mexikanische Revolution erschüttert und zerstört wurde.
Die Gebäude der Hacienda wurden weitgehend zerstört. Sie wurde von der Armee von General Domingo Arenas als Kaserne genutzt und ein großer Teil ihres Landes unter den Bauern verteilt: Sie gründeten fünf landwirtschaftliche Kolonien, aber sie wurde bereits 1933 als „unbewohnt und in Trümmern“ beschrieben.
Das Hauptgebäude ist heute im Katalog der historischen Denkmäler des mexikanischen Nationalen Instituts für Anthropologie und Geschichte (INAH) aufgelistet.